# Julien Pillet

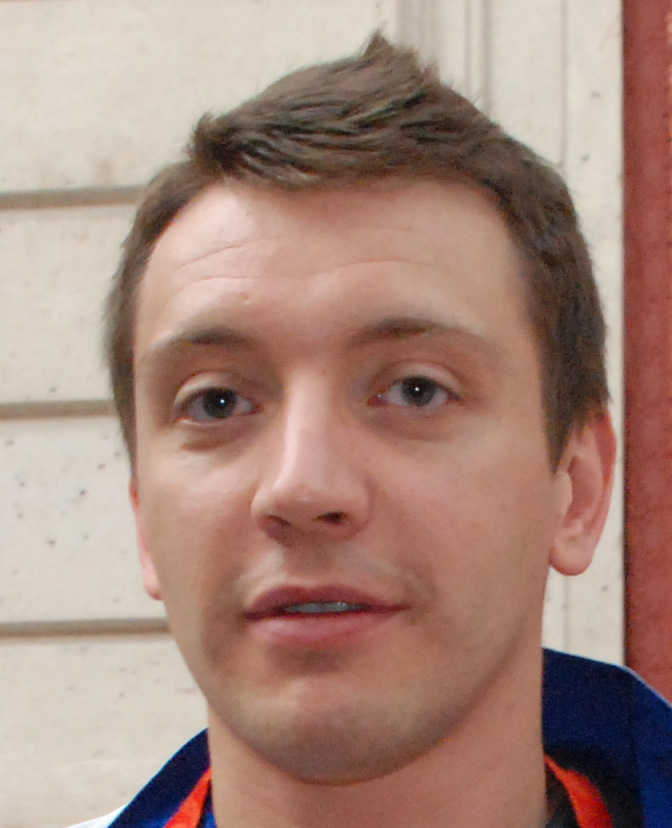
Julien Pillet (2008)

Julien Pillet (* 28. September 1977 in Dijon) ist ein französischer Säbelfechter,  Olympiasieger und Weltmeister.

## Erfolge
Bei den Fechteuropameisterschaften 1997 gewann Julien Pillet Bronze im Säbel-Einzel, 1999 wurde er Mannschaftsweltmeister, Mannschaftseuropameister und errang bei der EM Bronze im Einzel. 2000 nahm er an den Olympischen Spielen in Sydney teil und gewann Silber mit der Mannschaft, im Einzel belegte er den zwölften Platz. 2001 errang er bei der Europameisterschaft Silber sowohl im Einzel als auch mit der Mannschaft, bei den Weltmeisterschaften ebenfalls Silber im Einzel. Bei den Weltmeisterschaften 2002 wurde es wieder Silber im Einzel wieder nur geschlagen durch Stanislaw Posdnjakow. Bei seinen zweiten Olympischen Spielen 2004 in Athen erfocht er mit der Mannschaft Gold, im Einzel wurde es der elfte Platz. 2005 gewann er bei den Weltmeisterschaften Bronze mit der Mannschaft. 2006 wurde er erneut Mannschaftsweltmeister, bei der Europameisterschaft wurde es Bronze im Einzel. Bei den Weltmeisterschaften 2007 erfocht er Silber mit der Mannschaft, bei der EM Bronze mit der Mannschaft. Bei den Olympischen Spielen 2008 in Peking erhielt Pillet erneut Gold mit der Mannschaft, im Einzel den vierten Platz. 2009 errang er bei der Europameisterschaft Silber im Einzel und Bronze mit der Säbel-Mannschaft.

## Auszeichnungen
- 2004: Ritter der Ehrenlegion[1]
- 2008: Offizier des Ordre national du Mérite